# Trillium catesbaei
Espèce
Classification APG II (2003)
Trillium catesbaei est une plante herbacée, vivace et rhizomateuse de la famille des liliacées (classification classique) ou des mélanthiacées (classification APG II, 2003).

## Description
Cette plante originaire du sud-est des États-Unis fleurit au printemps dans les forêts du Piedmont, en sol acide souvent le long des cours d’eau. Les fleurs pendantes ont des pétales blancs à rose plus ou moins profond de 2  à   4 cm à extrémité renversée. Les feuilles sessiles ovales à elliptiques ont des nervures proéminentes. Le fruit est une baie ovoïde blanchâtre ou verdâtre.

## Aire de répartition
Caroline du Nord, Caroline du Sud, Géorgie et Alabama. Localement dans le Tennessee et en Virginie.

## Divers
En anglais son nom est Cattesby’s Trillium.

## Sources
- Frederick W. Case, Jr. & Roberta B. Case, Trilliums, Timber Press, 1997  (ISBN 0-88192-374-5)